# خروج: الآلهة والملوك
سفر الخروج: الآلهة والملوك (بالإنجليزية: Exodus: Gods and Kings)‏ هو فيلم ملحمي تم إنتاجه في الولايات المتحدة والمملكة المتحدة صدر في 12 ديسمبر 2014. الفيلم من إخراج ريدلي سكوت من بطولة كريستيان بيل وجويل إجيرتون وآرون بول وسيغورني ويفر وبن كينغسلي.

## القصة
يروي الفيلم قصّة خروج اليهود من مصر بقيادة النبي موسى المرتبطة سفر الخروج في العهد القديم.

## طاقم التمثيل
- كريستيان بيل (بدور: موسى)
- جويل إجيرتون (بدور: رمسيس الثاني)
- آرون بول (بدور: يوشع بن نون)
- غلشيفته فراهاني (بدور: نفرتاري)

## وصلات خارجية
- خروج: الآلهة والملوك على موقع IMDb (الإنجليزية)
- خروج: الآلهة والملوك على موقع ميتاكريتيك (الإنجليزية)
- خروج: الآلهة والملوك على موقع الموسوعة البريطانية (الإنجليزية)
- خروج: الآلهة والملوك على موقع روتن توميتوز (الإنجليزية)
- خروج: الآلهة والملوك على موقع نتفليكس (الإنجليزية)
- خروج: الآلهة والملوك على موقع قاعدة بيانات الأفلام العربية
- خروج: الآلهة والملوك على موقع ألو سيني (الفرنسية)
- خروج: الآلهة والملوك على موقع Turner Classic Movies (الإنجليزية)
- خروج: الآلهة والملوك على موقع أول موفي (الإنجليزية)
- خروج: الآلهة والملوك على موقع بوكس أوفيس موجو (الإنجليزية)